# Nekrolog Juni 2024
Nekrolog
◄◄
| ◄
| 2020
| 2021
| 2022
| 2023
| 2024 | 2025
Januar |
Februar |
März |
April |
Mai |
Juni |
Juli |
August |
September |
Oktober |
November |
Dezember 2024
Weitere Ereignisse | Allgemeiner Nekrolog 2024
Die Beschreibung der verstorbenen Person sollte so kurz wie möglich gehalten sein und nur deren signifikante Tätigkeit(en) enthalten.
Neue Namen ggf. auch unter dem Geburts- und Sterbedatum, also etwa unter 1. Januar und im Geburts- und Sterbejahr (2024) eintragen (nur bei entsprechender großer Wichtigkeit). Für Beispiele siehe die schon vorhandenen Artikel.
Außerdem über die fünf zuletzt Verstorbenen, zu denen es einen ausreichend guten Artikel für eine Präsentation auf der Hauptseite gibt, nach der todesbedingten Überarbeitung der Artikel ggf. auch unter Wikipedia Diskussion:Hauptseite informieren und sie am besten auch in den anderen Wikipedia-Sprachversionen eintragen. Tipp: Regelmäßig bei news.google.de nach „ist tot“, „gestorben“ oder „verstorben“ suchen.
Wenn eine Person gestorben ist, gibt es viele Seiten zu dieser Person in der Wikipedia, die davon auch betroffen sind und entsprechend aktualisiert werden müssen. Beispiele: Namenübersichtsseite, Geburtsjahr, Geburtsort-Seiten und viele mehr.
Wie finde ich die betroffenen Seiten?
Im Suchfeld auf der linken Seite gibt man den Suchbegriff so ein: „Vorname Nachname“. Dann klickt man auf Volltext und alle Seiten mit entsprechendem Suchtext werden aufgerufen. Hier sieht man dann schnell, wo auch das Todesjahr Sinn macht oder sogar ein Teil des Artikels angepasst werden muss. Auch hilft das „Werkzeug“ auf der linken Seite sehr gut, um solche Seiten aufzufinden: „Links auf diese Seite“. Somit ist die Wikipedia wieder aktuell in allen Bereichen! Hinweis: bei Eintragung der Kategorie „Gestorben JAHR“ wird der Missbrauchsfilter 49 ausgelöst, was jedoch nicht schlimm ist. Siehe: Spezial:Missbrauchsfilter/49
Dies ist eine Liste von im Juni 2024 verstorbenen bekannten Persönlichkeiten. Die Einträge erfolgen innerhalb der einzelnen Daten alphabetisch sortiert. Tiere sind im Nekrolog für Tiere zu finden.

## Juni
Bearbeitungshinweis: Neue Todesfälle bitte absteigend nach Tagen geordnet eintragen. Die Todesfälle desselben Tages bitte in alphabetischer Reihenfolge einfügen.
| Tag      | Name                                   | Beruf, bekannt als                                                               | Alter | Beleg |
| -------- | -------------------------------------- | -------------------------------------------------------------------------------- | ----- | ----- |
| 30. Juni | Hallvard Bakke                         | norwegischer Politiker und Journalist                                            | 81    |       |
| 30. Juni | Peter Collins                          | britischer Musikproduzent                                                        | 73    |       |
| 30. Juni | Gilbert Desmet                         | belgischer Radrennfahrer                                                         | 93    |       |
| 30. Juni | Eva Gelb                               | deutsche Schauspielerin, Hörspiel- und Synchronsprecherin                        | 78    |       |
| 30. Juni | Soma Golden Behr                       | US-amerikanische Journalistin                                                    | 84    |       |
| 30. Juni | Brian Kilby                            | britischer Leichtathlet                                                          | 86    |       |
| 30. Juni | Peter Luckner                          | deutscher Umweltgestalter, Ingenieur und Designer                                | 82    |       |
| 30. Juni | Reinar Lüdeke                          | deutscher Finanzwissenschaftler                                                  | 82    |       |
| 30. Juni | Maria Rosaria Omaggio                  | italienische Schauspielerin                                                      | 70    |       |
| 30. Juni | Éric Poujade                           | französischer Turner                                                             | 51    |       |
| 30. Juni | Rajavarothiam Sampanthan               | sri-lankischer Politiker                                                         | 91    |       |
| 30. Juni | Annel Silungwe                         | sambischer Jurist                                                                | 88    |       |
| 30. Juni | Arno Stern                             | französischer Pädagoge und Autor                                                 | 100   |       |
| 30. Juni | Robert Wielockx                        | belgischer Theologe                                                              | 81    |       |
| 29. Juni | Adolfo Bartoli                         | italienischer Kameramann                                                         | 73    |       |
| 29. Juni | Pierre Bobina                          | kongolesischer Perkussionist                                                     | 82    |       |
| 29. Juni | Alfons Bonnekoh                        | deutscher Sportmediziner                                                         | 93    |       |
| 29. Juni | Jürgen Busche                          | deutscher Journalist, Autor und Literaturkritiker                                | 79    |       |
| 29. Juni | Pål Enger                              | norwegischer Kunsträuber                                                         | 57    |       |
| 29. Juni | Szabolcs Esztényi                      | polnischer Komponist, Pianist, Klavierimprovisator und Musikpädagoge             | 84    |       |
| 29. Juni | Luciano Giovannetti                    | italienischer Bischof                                                            | 89    |       |
| 29. Juni | Walter Hundt                           | deutscher Politikwissenschaftler                                                 | 89    |       |
| 29. Juni | Brooks Johnson                         | US-amerikanischer Leichtathlet und Leichtathletiktrainer                         | 90    |       |
| 29. Juni | Jacqueline de Jong                     | niederländische Malerin, Bildhauerin und Graphikerin                             | 85    |       |
| 29. Juni | Lalla Latifa                           | marokkanische Königswitwe                                                        | 78    |       |
| 29. Juni | Olle Olsson                            | schwedischer Handballspieler und -trainer                                        | 76    |       |
| 29. Juni | Lionel Salem                           | französischer Chemiker                                                           | 87    |       |
| 29. Juni | Douglas Sheehan                        | US-amerikanischer Schauspieler                                                   | 75    |       |
| 29. Juni | Shi Ping                               | chinesischer Politiker und Altersrekordler                                       | 112   |       |
| 29. Juni | Mildred T. Stahlman                    | US-amerikanische Neonatologin                                                    | 101   |       |
| 29. Juni | Claus Stauder                          | deutscher Unternehmer und Sportfunktionär                                        | 86    |       |
| 29. Juni | Helmut Uhlarz                          | deutscher Botaniker                                                              | 83    |       |
| 29. Juni | Patty Waters                           | US-amerikanische Jazzsängerin                                                    | 78    |       |
| 29. Juni | Yang Seok-il                           | koreanisch-japanischer Schriftsteller                                            | 87    |       |
| 28. Juni | Rudy Andeweg                           | niederländischer Politikwissenschaftler                                          | 72    |       |
| 28. Juni | Jim Barrows                            | US-amerikanischer Skirennläufer                                                  | 80    |       |
| 28. Juni | Orlando Cepeda                         | puerto-ricanischer Baseballspieler                                               | 86    |       |
| 28. Juni | Bob Chmel                              | US-amerikanischer Jazzmusiker                                                    | 80    |       |
| 28. Juni | Verena Diener                          | Schweizer Politikerin                                                            | 75    |       |
| 28. Juni | Audrey Flack                           | US-amerikanische Malerin und Bildhauerin                                         | 93    |       |
| 28. Juni | Matthias Göbbels                       | deutscher Mineraloge                                                             | 63    |       |
| 28. Juni | Yves Herbet                            | französischer Fußballspieler und -trainer                                        | 78    |       |
| 28. Juni | Robert Graham Irwin                    | britischer Historiker und Autor                                                  | 77    |       |
| 28. Juni | Mohammed Osman Jawari                  | somalischer Politiker                                                            | 78    |       |
| 28. Juni | Arvo Kraam                             | estnischer Fußballspieler                                                        | 53    |       |
| 28. Juni | Joss Naylor                            | britischer Bergläufer                                                            | 88    |       |
| 28. Juni | Marty Pavelich                         | kanadischer Eishockeyspieler                                                     | 96    |       |
| 28. Juni | Helmut Richert                         | deutscher Fußballspieler und -trainer                                            | 82    |       |
| 28. Juni | Lubomyr Romankiw                       | kanadischer Computeringenieur                                                    | 93    |       |
| 28. Juni | Wayne Smith                            | US-amerikanischer Diplomat                                                       | 91    |       |
| 27. Juni | Cristina Alberdi                       | spanische Politikerin                                                            | 78    |       |
| 27. Juni | Serge Arcuri                           | kanadischer Komponist                                                            | 70    |       |
| 27. Juni | Mark Ardington                         | britischer Spezialeffektkünstler und Animator                                    | 48    |       |
| 27. Juni | Nancy Azara                            | US-amerikanische Bildhauerin                                                     | 84    |       |
| 27. Juni | Lothar Böhnisch                        | deutscher Sozialpädagoge                                                         | 80    |       |
| 27. Juni | Fernando Bolea                         | spanischer Handballspieler und -trainer                                          | 59    |       |
| 27. Juni | Mario Eylert                           | deutscher Jurist                                                                 | 71    |       |
| 27. Juni | Manuel José Tavares Fernandes          | portugiesischer Fußballspieler und -trainer                                      | 73    |       |
| 27. Juni | Kinky Friedman                         | US-amerikanischer Country-Musiker, Schriftsteller und Politiker                  | 79    |       |
| 27. Juni | Ilse Fuskova                           | argentinische Aktivistin und Journalistin                                        | 95    |       |
| 27. Juni | Max Horlacher                          | Schweizer Unternehmer                                                            | 93    |       |
| 27. Juni | Andrew Jury                            | neuseeländischer Fernsehdarsteller                                               | 33    |       |
| 27. Juni | Alexander Knaifel                      | sowjetischer bzw. russischer Komponist                                           | 80    |       |
| 27. Juni | Harald Kretzschmar                     | deutscher Karikaturist                                                           | 93    |       |
| 27. Juni | Manfred Langner                        | deutscher Politiker                                                              | 82    |       |
| 27. Juni | Dieter Lent                            | deutscher Landeshistoriker, Archivar und Autor                                   | 89    |       |
| 27. Juni | Ernst Lissinna                         | deutscher Offizier                                                               | 90    |       |
| 27. Juni | Martin Mull                            | US-amerikanischer Schauspieler, Comedian und Maler                               | 80    |       |
| 27. Juni | Landry N’Guémo                         | kamerunischer Fußballspieler                                                     | 38    |       |
| 27. Juni | Holger Runge                           | deutscher Künstler                                                               | 99    |       |
| 27. Juni | Ute Scherb                             | deutsche Historikerin                                                            | 61    |       |
| 27. Juni | Alberto Tricarico                      | italienischer Erzbischof                                                         | 96    |       |
| 27. Juni | Heinrich Wagner                        | deutscher Regionalhistoriker und Diplomatiker                                    | 79    |       |
| 27. Juni | Stefan Werni                           | deutscher Kontrabassist und Komponist                                            | 56    |       |
| 27. Juni | Peter Winkler von Mohrenfels           | deutscher Rechtswissenschaftler                                                  | 80    |       |
| 26. Juni | Peter Armbruster                       | deutscher Physiker                                                               | 92    |       |
| 26. Juni | Jörn Beckmann                          | schwedischer Offizier                                                            | 89    |       |
| 26. Juni | Sergei Beresin                         | russischer Eishockeyspieler                                                      | 52    |       |
| 26. Juni | Sidiki Diarra                          | burkinischer Fußballtrainer                                                      | 72    |       |
| 26. Juni | Hans-Martin Gauger                     | deutscher Romanist und Linguist                                                  | 89    |       |
| 26. Juni | Heinz Gauly                            | deutscher Archivar und Autor                                                     | 92    |       |
| 26. Juni | Pat Heywood                            | britische Schauspielerin                                                         | 92    |       |
| 26. Juni | Karl-Hans Laermann                     | deutscher Politiker                                                              | 94    |       |
| 26. Juni | Taiki Matsuno                          | japanischer Synchronsprecher und Schauspieler                                    | 56    |       |
| 26. Juni | Doug Sakmann                           | US-amerikanischer Filmproduzent und -schauspieler                                | 43    |       |
| 26. Juni | Jarmo Sermilä                          | finnischer Trompeter                                                             | 84    |       |
| 26. Juni | Ronald Steckel                         | deutscher Autor, Komponist, Regisseur und Multimediakünstler                     | 79    |       |
| 26. Juni | András Székely                         | ungarischer Musikwissenschaftler                                                 | 94    |       |
| 26. Juni | Richard Taylor                         | britischer Arzt und Politiker                                                    | 89    |       |
| 26. Juni | Peter Theisinger                       | US-amerikanischer Weltraumingenieur                                              | 78    |       |
| 26. Juni | Renauld White                          | US-amerikanischer Schauspieler und Model                                         | 80    |       |
| 26. Juni | Yaşar Yakış                            | türkischer Politiker                                                             | 85    |       |
| 25. Juni | Sika Anoa'i                            | US-amerikanisch-samoanischer Wrestler                                            | 79    |       |
| 25. Juni | Jewel Brown                            | US-amerikanische Sängerin                                                        | 86    |       |
| 25. Juni | José Cademártori                       | chilenischer Politiker                                                           | 93    |       |
| 25. Juni | Zbyněk Čeřovský                        | tschechischer Brigadegeneral und Dissident                                       | 92    |       |
| 25. Juni | Bill Cobbs                             | US-amerikanischer Schauspieler                                                   | 90    |       |
| 25. Juni | John DeFrancesco                       | US-amerikanischer Jazz-Organist                                                  | 83    |       |
| 25. Juni | Fredl Fesl                             | deutscher Musiker                                                                | 76    |       |
| 25. Juni | Tam Fiofori                            | nigerianischer Filmemacher                                                       | 82    |       |
| 25. Juni | José Forjaz                            | portugiesisch-mosambikanischer Architekt                                         | 88    |       |
| 25. Juni | Gertruda Gorecka                       | polnisch-kanadische Altersrekordlerin                                            | 112   |       |
| 25. Juni | Rolf Kissel                            | deutscher Maler und Bildhauer                                                    | 95    |       |
| 25. Juni | Robert Kriechbaumer                    | österreichischer Historiker                                                      | 75    |       |
| 25. Juni | Mícheál Ó Muircheartaigh               | irischer Sportkommentator                                                        | 93    |       |
| 25. Juni | Hartmut Roder                          | deutscher Historiker                                                             | 72    |       |
| 25. Juni | William de Jesús Ruiz Velásquez        | kolumbianischer Geistlicher                                                      | 81    |       |
| 25. Juni | Norman Shetler                         | österreichischer Pianist und Puppenspieler                                       | 93    |       |
| 24. Juni | Humberto Horacio Ballesteros           | argentinischer Fußballspieler                                                    | 80    |       |
| 24. Juni | Shahjahan Bhuiyan                      | bangladeschischer Henker                                                         | 74    |       |
| 24. Juni | Anton Blok                             | niederländischer Anthropologe                                                    | 89    |       |
| 24. Juni | Orlando H. Garrido                     | kubanischer Zoologe und Tennisspieler                                            | 93    |       |
| 24. Juni | Gottfried Graustein                    | deutscher Anglist und Hochschullehrer                                            | 92    |       |
| 24. Juni | Dragan Kapičić                         | jugoslawischer Basketballspieler                                                 | 75    |       |
| 24. Juni | Otto Kresten                           | österreichischer Byzantinist und Diplomatiker                                    | 81    |       |
| 24. Juni | Ann Lurie                              | US-amerikanische Philanthropin                                                   | 79    |       |
| 24. Juni | Werner Noll                            | deutscher Finanzwissenschaftler                                                  | 92    |       |
| 24. Juni | Susana Ruiz Cerutti                    | argentinische Juristin, Diplomatin und Politikerin                               | 83    |       |
| 24. Juni | Shifty Shellshock                      | US-amerikanischer Musiker                                                        | 49    |       |
| 24. Juni | Dsjanis Sidarenka                      | belarussischer Diplomat                                                          | 48    |       |
| 24. Juni | Joan Benedict Steiger                  | US-amerikanische Schauspielerin                                                  | 96    |       |
| 24. Juni | Günter Zapf                            | deutscher Fernsehmoderator und American-Football-Spieler                         | 66    |       |
| 23. Juni | Bernard Allen                          | irischer Politiker                                                               | 79    |       |
| 23. Juni | Walter Beck                            | deutscher Regisseur                                                              | 94    |       |
| 23. Juni | Claude Buchon                          | französischer Radrennfahrer                                                      | 75    |       |
| 23. Juni | Julio Foolio                           | US-amerikanischer Rapper                                                         | 26    |       |
| 23. Juni | Michael Krause                         | deutscher Hockeyspieler und -funktionär                                          | 77    |       |
| 23. Juni | Hansgert Lambers                       | deutscher Fotograf, Autor und Verleger                                           | 87    |       |
| 23. Juni | Tamayo Perry                           | US-amerikanischer Schauspieler, Surfer und Rettungsschwimmer                     | 49    |       |
| 23. Juni | Günter Petersmann                      | deutscher Ruderer                                                                | 83    |       |
| 23. Juni | Thomas Reis                            | deutscher Kabarettist                                                            | 60    |       |
| 23. Juni | Bud S. Smith                           | US-amerikanischer Filmeditor                                                     | 88    |       |
| 23. Juni | Hugo Villanueva                        | chilenischer Fußballspieler                                                      | 85    |       |
| 23. Juni | Willi Waike                            | deutscher Politiker                                                              | 86    |       |
| 23. Juni | Doris Y. Wilkinson                     | US-amerikanische Soziologin                                                      | 88    |       |
| 23. Juni | Peter Ziegler                          | Schweizer Historiker                                                             | 86    |       |
| 22. Juni | Hans-Günther Allers                    | deutscher Komponist                                                              | 89    |       |
| 22. Juni | Sandro Benedetti                       | italienischer Architekt und Architekturhistoriker                                | 90    |       |
| 22. Juni | Raphael Edery                          | israelischer Politiker                                                           | 86    |       |
| 22. Juni | Rita Fromm                             | deutsche Politikerin                                                             | 80    |       |
| 22. Juni | Mogens Herman Hansen                   | dänischer Historiker                                                             | 83    |       |
| 22. Juni | Irmin Kamp                             | deutsche Bildhauerin                                                             | 83    |       |
| 22. Juni | Péter Kovács                           | ungarischer Turner                                                               | 64    |       |
| 22. Juni | John A. McDougall                      | US-amerikanischer Mediziner                                                      | 77    |       |
| 22. Juni | Beatrix Nobis                          | deutsche Kunsthistorikerin                                                       | 74    |       |
| 22. Juni | Alfred Teschl                          | österreichischer Politiker                                                       | 99    |       |
| 21. Juni | Frederick Crews                        | US-amerikanischer Literaturwissenschaftler, Essayist und Literaturkritiker       | 91    |       |
| 21. Juni | Gianfranco Gardin                      | italienischer Kurienerzbischof                                                   | 80    |       |
| 21. Juni | Gerhard Hund                           | deutscher Schachspieler und Computerpionier                                      | 92    |       |
| 21. Juni | James Irving                           | kanadischer Unternehmer                                                          | 96    |       |
| 21, Juni | Lars Jaeger                            | schweizerisch-deutscher Physiker, Unternehmer und Autor                          | 55    |       |
| 21. Juni | Wolfgang Jung                          | deutscher Friedensaktivist                                                       | 86    |       |
| 21. Juni | Jamie Kellner                          | US-amerikanischer Fernsehmanager                                                 | 77    |       |
| 21. Juni | Klaus Kottmeier                        | deutscher Verleger                                                               | 90    |       |
| 21. Juni | Heinz Lanfermann                       | deutscher Politiker                                                              | 74    |       |
| 21. Juni | Salah Abud Mahmud                      | irakischer General                                                               | 82    |       |
| 21. Juni | Otto Mayrhofer                         | österreichischer Mediziner                                                       | 103   |       |
| 21. Juni | Lala Mnatsakanyan                      | armenische Schauspielerin                                                        | 66    |       |
| 21. Juni | Andrzej Mularczyk                      | polnischer Schriftsteller, Drehbuch- und Hörspielautor                           | 94    |       |
| 21. Juni | James Polk                             | US-amerikanischer Musiker                                                        | 83    |       |
| 21. Juni | Torsten Stein                          | deutscher Rechtswissenschaftler                                                  | 79    |       |
| 21. Juni | Frederick Vine                         | britischer Geologe und Geophysiker                                               | 85    |       |
| 21. Juni | Robert Wohlleben                       | deutscher Lyriker, Essayist, Übersetzer und Verleger                             | 86    |       |
| 20. Juni | Gerhard Aigner                         | deutscher Fußballfunktionär                                                      | 80    |       |
| 20. Juni | Paul Davidson                          | US-amerikanischer Ökonom                                                         | 93    |       |
| 20. Juni | Lothar Gall                            | deutscher Historiker und Biograf                                                 | 87    |       |
| 20. Juni | Eberhard Hertel                        | deutscher Sänger und Volksmusiker                                                | 85    |       |
| 20. Juni | Harald Hurst                           | deutscher Mundartdichter                                                         | 79    |       |
| 20. Juni | Marko Ilešič                           | slowenischer Jurist                                                              | 76    |       |
| 20. Juni | Guram Kostawa                          | georgischer Fechter                                                              | 87    |       |
| 20. Juni | Zeev Kun                               | ungarisch-israelischer Maler                                                     | 94    |       |
| 20. Juni | Cornelius Lütz                         | deutscher Botaniker                                                              | 78    |       |
| 20. Juni | Georg Pazderka                         | österreichischer Tennisspieler                                                   | 82    |       |
| 20. Juni | Donald Sutherland                      | kanadischer Schauspieler                                                         | 88    |       |
| 20. Juni | Regina de Vivie-Riedle                 | deutsche Chemikerin                                                              | 66    |       |
| 20. Juni | Carlos Valente                         | portugiesischer Fußballschiedsrichter                                            | 75    |       |
| 20. Juni | Taylor Wily                            | US-amerikanischer Schauspieler                                                   | 56    |       |
| 19. Juni | Erich Biehle                           | Schweizer Textildesigner                                                         | 82    |       |
| 19. Juni | Halina Bortnowska                      | polnische Philosophin, Theologin und Publizistin                                 | 92    |       |
| 19. Juni | Chrystian                              | brasilianischer Sertanejo-Sänger                                                 | 67    |       |
| 19. Juni | Jan Cremer                             | niederländischer Schriftsteller, Maler und Grafiker                              | 84    |       |
| 19. Juni | Kike Díaz de Rada                      | spanischer Schauspieler, Drehbuchautor, Schriftsteller und Theaterregisseur      | 64    |       |
| 19. Juni | James M. Franklin                      | kanadischer Geologe                                                              | 81    |       |
| 19. Juni | Stefano Malinverni                     | italienischer Leichtathlet                                                       | 65    |       |
| 19. Juni | Russell Morash                         | US-amerikanischer Fernsehproduzent und -regisseur                                | 88    |       |
| 19. Juni | Tom Prasada-Rao                        | US-amerikanischer Musiker                                                        | 66    |       |
| 19. Juni | José Ángel Rovai                       | argentinischer Bischof                                                           | 87    |       |
| 19. Juni | Karsten Peter Thiessen                 | deutscher Chemiker                                                               | 87    | [ 1 ] |
| 19. Juni | Luca Trevisan                          | italienischer Mathematiker und Informatiker                                      | 52    |       |
| 18. Juni | Anouk Aimée                            | französische Schauspielerin                                                      | 92    |       |
| 18. Juni | Hermann Amborn                         | deutscher Ethnologe                                                              | 91    |       |
| 18. Juni | Stojan Andov                           | jugoslawischer bzw. nordmazedonischer Politiker                                  | 88    |       |
| 18. Juni | Nathaly Antona                         | französische Politikerin                                                         | 49    |       |
| 18. Juni | András Biró                            | ungarischer Journalist und Menschenrechtsaktivist                                | 98    |       |
| 18. Juni | James Chance                           | US-amerikanischer Musiker und Sänger                                             | 71    |       |
| 18. Juni | René Hantke                            | Schweizer Paläobotaniker und Autor                                               | 99    |       |
| 18. Juni | Gerhard Klingenberg                    | österreichischer Schauspieler und Regisseur                                      | 95    |       |
| 18. Juni | Willie Mays                            | US-amerikanischer Baseballspieler                                                | 93    |       |
| 18. Juni | Daniel Patrick Reilly                  | US-amerikanischer Bischof                                                        | 96    |       |
| 18. Juni | Anthea Sylbert                         | US-amerikanische Kostümbildnerin, Filmproduzentin und Drehbuchautorin            | 84    |       |
| 18. Juni | Klaus Viedebantt                       | deutscher Reisejournalist                                                        | 81    |       |
| 18. Juni | Franjo Vladić                          | jugoslawischer bzw. bosnischer Fußballspieler und -trainer                       | 73    |       |
| 18. Juni | George M. Woodwell                     | US-amerikanischer Ökologe                                                        | 95    |       |
| 17. Juni | Armand Fouillen                        | französischer Fußballspieler und -trainer                                        | 91    |       |
| 17. Juni | Connor Garden-Bachop                   | neuseeländischer Rugbyspieler                                                    | 25    |       |
| 17. Juni | Lonnie Gasperini                       | US-amerikanischer Jazz-Organist                                                  | 71    |       |
| 17. Juni | Jutta-Natalie Harder                   | deutsche Malerin, Schriftstellerin, Marionettenbauerin und -spielerin            | 89    |       |
| 17. Juni | Andreas Horn                           | deutscher Architekt                                                              | 78    |       |
| 17. Juni | Zwi Katz                               | litauisch-israelischer Holocaustüberlebender und Autor                           | 96    |       |
| 17. Juni | Hubert Lauper                          | Schweizer Politiker                                                              | 80    |       |
| 17. Juni | Paul Spencer                           | britischer Musiker                                                               | 53    |       |
| 17. Juni | Ricardo M. Urbina                      | US-amerikanischer Jurist                                                         | 78    |       |
| 17. Juni | Dieter Zimmer                          | deutscher Fernsehjournalist und Schriftsteller                                   | 84    |       |
| 16. Juni | Ludwig Adamovich junior                | österreichischer Jurist                                                          | 91    |       |
| 16. Juni | Bruce Bastian                          | US-amerikanischer Informatiker und LGTBQ-Aktivist                                | 76    |       |
| 16. Juni | Jan Breytenbach                        | südafrikanischer Militär und Autor                                               | 91    |       |
| 16. Juni | Lars Carlsson                          | schwedischer Rallyefahrer                                                        | 77    |       |
| 16. Juni | Paul Chemetov                          | französischer Architekt und Stadtplaner                                          | 95    |       |
| 16. Juni | Barbara Gladstone                      | US-amerikanische Kunsthändlerin                                                  | 89    |       |
| 16. Juni | Chen Zhenggao                          | chinesischer Politiker                                                           | 72    |       |
| 16. Juni | Jodie Devos                            | belgische Opernsängerin                                                          | 35    |       |
| 16. Juni | Willy Dullens                          | niederländischer Fußballspieler                                                  | 79    |       |
| 16. Juni | Knud Krakau                            | deutscher Jurist und Politikwissenschaftler                                      | 89    |       |
| 16. Juni | Heidi Leupolt                          | deutsche Schauspielerin                                                          | 88    |       |
| 16. Juni | Roberto Lückert León                   | venezolanischer Erzbischof                                                       | 84    |       |
| 16. Juni | Marcelo Raúl Martorell                 | argentinischer Bischof                                                           | 79    |       |
| 16. Juni | Jörg Metes                             | deutscher Autor                                                                  | 65    |       |
| 16. Juni | Garry Miles                            | US-amerikanischer Sänger                                                         | 84    |       |
| 16. Juni | Manfred Paschke                        | deutscher Fußballspieler                                                         | 89    |       |
| 16. Juni | Elmar Schallert                        | österreichischer Archivar und Politiker                                          | 80    |       |
| 16. Juni | Bob Schul                              | US-amerikanischer Leichtathlet                                                   | 86    |       |
| 16. Juni | Hansjörg Utzerath                      | deutscher Theaterregisseur und Theaterleiter                                     | 98    |       |
| 16. Juni | Klaus Weinmann                         | deutscher Politiker                                                              | 93    |       |
| 16. Juni | Étienne Willem                         | belgischer Comiczeichner                                                         | 51    |       |
| 15. Juni | Manfred Ach                            | deutscher Politiker                                                              | 83    |       |
| 15. Juni | Kevin Campbell                         | englischer Fußballspieler                                                        | 54    |       |
| 15. Juni | Eric Canuel                            | kanadischer Filmregisseur                                                        | 63    |       |
| 15. Juni | Frank D’Arcy                           | englischer Fußballspieler                                                        | 77    |       |
| 15. Juni | Bernd Faulenbach                       | deutscher Historiker                                                             | 80    |       |
| 15. Juni | Arie van Gemert                        | niederländischer Fußballschiedsrichter                                           | 95    |       |
| 15. Juni | Andreas Hilger                         | deutscher Historiker                                                             | 57    |       |
| 15. Juni | Rüdiger Köppe                          | deutscher Dozent und Verleger                                                    | 62    |       |
| 15. Juni | Enrique Pinder                         | panamaischer Boxer                                                               | 76    |       |
| 15. Juni | Trygve Reenskaug                       | norwegischer Informatiker                                                        | 93    |       |
| 15. Juni | Matija Šarkić                          | montenegrinischer Fußballspieler                                                 | 26    |       |
| 15. Juni | Barbara Schäfer                        | deutsche Politikerin                                                             | 89    |       |
| 15. Juni | Volker Schönfelder                     | deutscher Physiker                                                               | 84    |       |
| 15. Juni | Dschadullah Azzuz at-Talhi             | libyscher Politiker                                                              | 85    |       |
| 15. Juni | Christian Weissenburger                | österreichischer Jurist                                                          | 64    |       |
| 15. Juni | Freddy Willockx                        | belgischer Politiker                                                             | 76    |       |
| 14. Juni | Emery Blades                           | US-amerikanischer Musiker                                                        | 96    |       |
| 14. Juni | Gerhart Bruckmann                      | österreichischer Wissenschaftler, Autor und Politiker                            | 92    |       |
| 14. Juni | Don A. Dillman                         | US-amerikanischer Soziologe                                                      | 82    |       |
| 14. Juni | Theo Fischer                           | Schweizer Politiker                                                              | 94    |       |
| 14. Juni | Michael Ghiselin                       | US-amerikanischer Biologe                                                        | 85    |       |
| 14. Juni | Nancy McKenzie                         | peruanisch-mexikanische Schauspielerin und Synchronsprecherin                    | 76    |       |
| 14. Juni | Tomás Andrés Mauro Muldoon             | US-amerikanischer Bischof                                                        | 85    |       |
| 14. Juni | George Nethercutt                      | US-amerikanischer Politiker                                                      | 79    |       |
| 14. Juni | Gregorio Pérez Companc                 | argentinischer Unternehmer                                                       | 89    |       |
| 14. Juni | Kazuko Shiraishi                       | japanische Dichterin und Übersetzerin                                            | 93    |       |
| 14. Juni | Park Soo-nam                           | koreanischer Taekwondoin                                                         | 76    |       |
| 14. Juni | Axel Stelzner                          | deutscher Arzt und Politiker                                                     | 86    |       |
| 14. Juni | Jeremy Tepper                          | US-amerikanischer Sänger, Musik- und Hörfunkproduzent sowie Journalist           | 60    |       |
| 14. Juni | Günter Warnecke                        | deutscher Ingenieur                                                              | 86    |       |
| 13. Juni | Bénédicte Atger                        | französische Distanzreiterin                                                     | 66    |       |
| 13. Juni | Jonathan Axelrod                       | US-amerikanischer Drehbuchautor und Fernsehproduzent                             | 74    |       |
| 13. Juni | Ensa Badjie                            | gambischer Polizist                                                              | ?     |       |
| 13. Juni | Tommy Banks                            | englischer Fußballspieler                                                        | 94    |       |
| 13. Juni | Angela Bofill                          | US-amerikanische Sängerin                                                        | 70    |       |
| 13. Juni | Gernot Uwe Gabel                       | deutscher Bibliothekar und Literaturwissenschaftler                              | 82    |       |
| 13. Juni | Bernard Gavillet                       | Schweizer Radrennfahrer                                                          | 64    |       |
| 13. Juni | Benji Gregory                          | US-amerikanischer Schauspieler                                                   | 46    |       |
| 13. Juni | Pepe Guerra                            | uruguayischer Sänger, Gitarrist und Komponist                                    | 79    |       |
| 13. Juni | Achim Heinrichs                        | deutscher Klassischer Philologe                                                  | 78    |       |
| 13. Juni | Josef Linsmeier                        | deutscher Politiker                                                              | 79    |       |
| 13. Juni | Nick Mavar                             | US-amerikanischer Krabbenfischer und Reality-TV-Darsteller                       | 59    |       |
| 13. Juni | Hugo Schultz                           | deutscher Schriftsteller                                                         | 90    |       |
| 13. Juni | Marcel Senn                            | Schweizer Rechtshistoriker und Rechtsphilosoph                                   | 70    |       |
| 13. Juni | Larry Siedentop                        | US-amerikanischer Politologe, Historiker und Philosoph                           | 88    |       |
| 13. Juni | Skowa                                  | brasilianischer Sänger und Multiinstrumentalist                                  | 68    |       |
| 13. Juni | Paul Sperry                            | US-amerikanischer Sänger                                                         | 90    |       |
| 12. Juni | Caroline Chaniolleau                   | französische Schauspielerin                                                      | 71    |       |
| 12. Juni | Eckart Frey                            | deutscher Althistoriker                                                          | 75    |       |
| 12. Juni | Nuel Belnap                            | US-amerikanischer Philosoph                                                      | 94    |       |
| 12. Juni | Henning Borch                          | dänischer Badmintonspieler                                                       | 86    |       |
| 12. Juni | Johnny Canales                         | mexikanischer Sänger und Fernsehmoderator                                        | 77    |       |
| 12. Juni | William H. Donaldson                   | US-amerikanischer Politiker und Unternehmer                                      | 93    |       |
| 12. Juni | Neil Goldschmidt                       | US-amerikanischer Politiker                                                      | 83    |       |
| 12. Juni | Hans-Günther Heinz                     | deutscher Unternehmer und Politiker                                              | 91    |       |
| 12. Juni | Gunter Holzweißig                      | deutscher Zeithistoriker und Publizist                                           | 85    |       |
| 12. Juni | Sherwood Idso                          | US-amerikanischer Limnologe                                                      | 82    |       |
| 12. Juni | Alfred Jahn                            | deutscher Mediziner                                                              | 87    |       |
| 12. Juni | Rudolf Krätschmer                      | deutscher Fußballspieler                                                         | 79    |       |
| 12. Juni | Henrik Lilius                          | finnischer Kunst- und Architekturhistoriker                                      | 85    |       |
| 12. Juni | Gerhard Merz                           | deutscher Politiker                                                              | 71    |       |
| 12. Juni | Ray Mosca                              | US-amerikanischer Jazzmusiker                                                    | 91    |       |
| 12. Juni | Julio Pane                             | argentinischer Bandoneon-Spieler                                                 | 76    |       |
| 12. Juni | Ron Simons                             | US-amerikanischer Schauspieler und Theaterproduzent                              | 63    |       |
| 12. Juni | Wjatscheslaw Sudow                     | sowjetischer Kosmonaut                                                           | 82    |       |
| 12. Juni | Karl Überla                            | deutscher Epidemiologe                                                           | 89    |       |
| 12. Juni | Fernando José de França Dias Van Dúnem | angolanischer Politiker                                                          | 89    |       |
| 12. Juni | Jerry West                             | US-amerikanischer Basketballspieler, -trainer und -funktionär                    | 86    |       |
| 11. Juni | Robert Allgäuer                        | liechtensteinischer Autor                                                        | 87    |       |
| 11. Juni | Dianne Burge                           | australische Leichtathletin                                                      | 80    |       |
| 11. Juni | John Daugman                           | US-amerikanischer Informatiker                                                   | 70    |       |
| 11. Juni | Enchanting                             | US-amerikanische Rapperin                                                        | 26    |       |
| 11. Juni | Howard Fineman                         | US-amerikanischer Journalist                                                     | 75    |       |
| 11. Juni | Dietrich Fürst                         | deutscher Verwaltungs- und Raumplanungswissenschaftler                           | 84    |       |
| 11. Juni | Françoise Hardy                        | französische Chansonsängerin, Texterin und Komponistin                           | 80    |       |
| 11. Juni | Axel Kühn                              | deutscher Jazz-Saxophonist                                                       | 60    |       |
| 11. Juni | Orest Lenczyk                          | polnischer Fußballtrainer und -spieler                                           | 81    |       |
| 11. Juni | Tony Lo Bianco                         | US-amerikanischer Schauspieler                                                   | 87    |       |
| 11. Juni | Jorge Luque                            | kolumbianischer Radrennfahrer                                                    | 88    |       |
| 11. Juni | Cristino Seriche Malabo Bioko          | äquatorialguineischer Politiker                                                  | ≈83   |       |
| 11. Juni | Majed Abu Maraheel                     | palästinensischer Leichtathlet                                                   | 61    |       |
| 11. Juni | Tony Mordente                          | US-amerikanischer Schauspieler und Tänzer                                        | 88    |       |
| 11. Juni | Bernd Schmidt                          | deutscher Fußballspieler                                                         | 80    |       |
| 11. Juni | Walter Schmitt Glaeser                 | deutscher Jurist                                                                 | 90    |       |
| 11. Juni | Heike Schweitzer                       | deutsche Juristin                                                                | 56    |       |
| 11. Juni | Hans Rudolf Spillmann                  | Schweizer Sportschütze                                                           | 92    |       |
| 11. Juni | Eric Tappy                             | Schweizer Opernsänger                                                            | 93    |       |
| 11. Juni | Rajeev Taranath                        | indischer Sarodspieler                                                           | 91    |       |
| 11. Juni | Enno Walter                            | deutscher Brigadegeneral                                                         | 94    |       |
| 11. Juni | Wang Yongzhi                           | chinesischer Raketentechnik-Ingenieur                                            | 91    |       |
| 11. Juni | Shay Youngblood                        | US-amerikanische Schriftstellerin und Dramatikerin                               | 64    |       |
| 10. Juni | Jennifer Cashmore                      | australische Politikerin                                                         | 86    |       |
| 10. Juni | Saulos Chilima                         | malawischer Politiker                                                            | 51    |       |
| 10. Juni | Agathonikos Fatouros                   | griechischer Metropolit und Exarch                                               | 87    |       |
| 10. Juni | Alois Gföllner                         | österreichischer Politiker                                                       | 96    |       |
| 10. Juni | William Goines                         | US-amerikanischer Elitesoldat                                                    | 87    |       |
| 10. Juni | Michael Graubart                       | britischer Komponist, Flötist und Musikpädagoge                                  | 93    |       |
| 10. Juni | Ernst Fink                             | österreichischer Finanzbeamter und Politiker (ÖVP), Abgeordneter zum Nationalrat | 82    |       |
| 10. Juni | Steele Hall                            | australischer Politiker                                                          | 95    |       |
| 10. Juni | Nathan Hare                            | US-amerikanischer Soziologe und Aktivist                                         | 91    |       |
| 10. Juni | Uwe Hässler                            | deutscher Maler, Graphiker und Bildhauer                                         | 85    |       |
| 10. Juni | Reinhard May                           | deutscher Rechtswissenschaftler und Philosoph                                    | 76    |       |
| 10. Juni | Arnold Mindell                         | US-amerikanischer Psychotherapeut und Autor                                      | 84    |       |
| 10. Juni | Patricia Shanil Muluzi                 | malawische Politikerin                                                           | 59    |       |
| 10. Juni | Amos M. Nur                            | israelisch-US-amerikanischer Geologe und Geophysiker                             | 86    |       |
| 10. Juni | Guillermo Segurado                     | argentinischer Ruderer                                                           | 77    |       |
| 10. Juni | Dieter Stievermann                     | deutscher Historiker                                                             | 76    |       |
| 10. Juni | Charles Gad Strasser                   | tschechischer Weltkriegsveteran                                                  | 97    |       |
| 10. Juni | Friedrich Wolff                        | deutscher Rechtsanwalt                                                           | 101   |       |
| 9. Juni  | Frank Carroll                          | US-amerikanischer Eiskunstläufer und Eiskunstlauftrainer                         | 85    |       |
| 9. Juni  | Lynn Conway                            | US-amerikanische Informatikerin und Erfinderin                                   | 86    |       |
| 9. Juni  | V. Craig Jordan                        | britisch-US-amerikanischer Pharmakologe                                          | 76    |       |
| 9. Juni  | Kim Kwang-lim                          | südkoreanischer Lyriker                                                          | 94    |       |
| 9. Juni  | Michail Koljuschew                     | sowjetischer bzw. tadschikischer Radrennfahrer                                   | 81    |       |
| 9. Juni  | Yoshiko Kuga                           | japanische Schauspielerin                                                        | 93    |       |
| 9. Juni  | James Lawson                           | US-amerikanischer Bürgerrechtsaktivist                                           | 95    |       |
| 9. Juni  | Beata Maksymow                         | polnische Judoka                                                                 | 56    |       |
| 9. Juni  | Reinhard Marxkors                      | deutscher Zahnmediziner und Werkstoffkundler                                     | 92    |       |
| 9. Juni  | Takehiko Noguchi                       | japanischer Schriftsteller und Literaturkritiker                                 | 86    |       |
| 9. Juni  | Barbara Repetto                        | italienische Politikerin                                                         | 77    |       |
| 9. Juni  | Alex Riel                              | dänischer Schlagzeuger                                                           | 83    |       |
| 9. Juni  | Sorgenkint                             | deutscher Techno-DJ                                                              | 41    |       |
| 9. Juni  | Edward C. Stone                        | US-amerikanischer Physiker, Planetologe und Weltraumforscher                     | 88    |       |
| 9. Juni  | Klaus Zähringer                        | deutscher Sportschütze                                                           | 84    |       |
| 8. Juni  | Comicstorian                           | US-amerikanischer Webvideoproduzent                                              | 40    |       |
| 8. Juni  | Maria da Conceição Tavares             | portugiesisch-brasilianische Ökonomin, Mathematikerin und Autorin                | 94    |       |
| 8. Juni  | Christophe Deloire                     | französischer Journalist                                                         | 53    |       |
| 8. Juni  | Ewald Frank                            | deutscher Sektengründer und Missionar                                            | 90    |       |
| 8. Juni  | Herbert Hörz                           | deutscher Philosoph und Wissenschaftshistoriker                                  | 90    |       |
| 8. Juni  | Mark James                             | US-amerikanischer Songwriter                                                     | 83    |       |
| 8. Juni  | Walter Pastor                          | deutscher Jurist                                                                 | 84    |       |
| 8. Juni  | Ramoji Rao                             | indischer Geschäftsmann und Filmproduzent                                        | 86    |       |
| 8. Juni  | Klaus Töpfer                           | deutscher Politiker                                                              | 85    |       |
| 8. Juni  | Chet Walker                            | US-amerikanischer Basketballspieler                                              | 84    |       |
| 7. Juni  | William Anders                         | US-amerikanischer Astronaut                                                      | 90    |       |
| 7. Juni  | Jean-Kasongo Banza                     | kongolesischer Fußballspieler                                                    | 49    |       |
| 7. Juni  | David Boaz                             | US-amerikanischer Autor, Philosoph und Herausgeber                               | 70    |       |
| 7. Juni  | André Ferreira                         | brasilianischer Volleyballspieler                                                | 59    |       |
| 7. Juni  | Kurt Maaß                              | deutscher Pädagoge und Autor                                                     | 96    |       |
| 7. Juni  | Dscha'far Meili Monfared               | iranischer Politiker                                                             | 71    |       |
| 7. Juni  | Peter M. Preissler                     | österreichischer Regisseur                                                       | 81    |       |
| 7. Juni  | Paul Pressler                          | US-amerikanischer Jurist und Politiker                                           | 94    |       |
| 7. Juni  | Gerhard Rödding                        | deutscher Theologe und Politiker                                                 | 91    |       |
| 7. Juni  | Rose Marie                             | nordirische Sängerin                                                             | 68    |       |
| 7. Juni  | Ernstalbrecht Stiebler                 | deutscher Komponist und Musikjournalist                                          | 90    |       |
| 7. Juni  | Nicolai Tregor                         | Schweizer Bildhauer und Medailleur                                               | ≈77   |       |
| 6. Juni  | Raimund Borgmeier                      | deutscher Anglist                                                                | 84    |       |
| 6. Juni  | Roberto Cossa                          | argentinischer Schriftsteller, Dramatiker und Journalist                         | 89    |       |
| 6. Juni  | Éric Hazan                             | französischer Autor                                                              | 87    |       |
| 6. Juni  | Fumihiko Maki                          | japanischer Architekt                                                            | 95    |       |
| 6. Juni  | Alan Ralph Millard                     | britischer Altorientalist                                                        | 86    |       |
| 6. Juni  | Sergei Nowikow                         | russischer Mathematiker                                                          | 86    |       |
| 6. Juni  | David Sanderson                        | US-amerikanischer Kameramann und Drehbuchautor                                   | 63    |       |
| 6. Juni  | Rolf Schäfer                           | deutscher Kirchenhistoriker                                                      | 92    |       |
| 6. Juni  | Vidutis Pranciškus Kamaitis            | litauischer Sportler und Politiker                                               | 85    |       |
| 6. Juni  | Hartmut Wasser                         | deutscher Politologe und Amerikanist                                             | 87    |       |
| 6. Juni  | John Wilmerding                        | US-amerikanischer Kunsthistoriker, -sammler, -kurator und Buchautor              | 86    |       |
| 5. Juni  | Gerhard Eickmeier                      | deutscher Jurist                                                                 | 93    |       |
| 5. Juni  | Akira Endō                             | japanischer Biochemiker                                                          | 90    |       |
| 5. Juni  | Pedro de la Hoz                        | kubanischer Journalist                                                           | 71    |       |
| 5. Juni  | Franz-Josef Jönsthövel                 | deutscher Handballspieler und -trainer                                           | 74    |       |
| 5. Juni  | Ernst Luther                           | deutscher Medizinethiker                                                         | 92    |       |
| 5. Juni  | Michael Mosley                         | britischer Fernsehmoderator und Journalist                                       | 67    |       |
| 5. Juni  | Franz-Ulrich Poppe                     | deutscher Keramiker und Designer                                                 | 85    |       |
| 5. Juni  | Reiner Uthoff                          | deutscher Theaterleiter                                                          | 86    |       |
| 5. Juni  | Ben Vautier                            | schweizerisch-französischer Künstler                                             | 88    |       |
| 4. Juni  | Ahmad Shah Khan                        | afghanischer Monarch                                                             | 89    |       |
| 4. Juni  | Charles-Albert Antille                 | Schweizer Politiker                                                              | 79    |       |
| 4. Juni  | C. Gambino                             | schwedischer Rapper                                                              | 26    |       |
| 4. Juni  | Parnelli Jones                         | US-amerikanischer Automobilrennfahrer und Rennstallbesitzer                      | 90    |       |
| 4. Juni  | John F. R. Kerr                        | australischer Pathologe                                                          | 90    |       |
| 4. Juni  | Matilda Koen-Sarano                    | sephardische Schriftstellerin aus Italien                                        | 84    |       |
| 4. Juni  | Moshe Kotlarsky                        | US-amerikanischer Rabbiner                                                       | 75    |       |
| 4. Juni  | Silvano Marchetto                      | italienischer Gastronom                                                          | 77    |       |
| 4. Juni  | Yves Morin                             | kanadischer Politiker                                                            | 94    |       |
| 4. Juni  | Curt Söderlund                         | schwedischer Radrennfahrer                                                       | 78    |       |
| 4. Juni  | Hubert Taczanowski                     | polnischer Kameramann                                                            | 63    |       |
| 3. Juni  | Brigitte Bierlein                      | österreichische Juristin und Politikerin                                         | 74    |       |
| 3. Juni  | Gerhard Bleimüller                     | deutscher Apotheker und Lebensmittelchemiker                                     | 75    |       |
| 3. Juni  | Brother Marquis                        | US-amerikanischer Rapper                                                         | 58    |       |
| 3. Juni  | Lutz Fischer                           | deutscher Ökonom und Steuerberater                                               | 85    |       |
| 3. Juni  | Sabine Ladstätter                      | österreichische Klassische Archäologin                                           | 55    |       |
| 3. Juni  | Morrie Markoff                         | US-amerikanischer Blogger und Supercentenarian                                   | 110   |       |
| 3. Juni  | Jürgen Moltmann                        | deutscher Theologe                                                               | 98    |       |
| 3. Juni  | Dag Erik Pedersen                      | norwegischer Radrennfahrer, TV-Journalist und Moderator                          | 64    |       |
| 3. Juni  | Annette Rexrodt von Fircks             | deutsche Autorin, Dolmetscherin und Übersetzerin                                 | 62    |       |
| 3. Juni  | William Russell                        | britischer Schauspieler                                                          | 99    |       |
| 3. Juni  | Remo Saraceni                          | italienisch-US-amerikanischer Spielzeugentwickler                                | 89    |       |
| 3. Juni  | Jan Schmid                             | tschechischer Theatermacher, Regisseur und Kulturpublizist                       | 87    |       |
| 3. Juni  | Thomas Städtler                        | deutscher Romanist, Sprachwissenschaftler und Hochschullehrer                    | 66    |       |
| 3. Juni  | Wolfgang Timpel                        | deutscher Archäologe                                                             | 89    |       |
| 2. Juni  | Larry Allen                            | US-amerikanischer American-Football-Spieler                                      | 52    |       |
| 2. Juni  | Hans-Hermann Bentrup                   | deutscher Agrarökonom                                                            | 86    |       |
| 2. Juni  | Rob Burrow                             | britischer Rugbyspieler                                                          | 41    |       |
| 2. Juni  | Carl Cain                              | US-amerikanischer Basketballspieler                                              | 89    |       |
| 2. Juni  | Jeannette Charles                      | britische Schauspielerin                                                         | 96    |       |
| 2. Juni  | Edgardo Cozarinsky                     | argentinischer Schriftsteller und Regisseur                                      | 85    |       |
| 2. Juni  | Emma Lou Diemer                        | US-amerikanische Komponistin und Musikpädagogin                                  | 96    |       |
| 2. Juni  | Colin Gibb                             | britischer Musiker                                                               | 70    |       |
| 2. Juni  | Rouven Laur                            | deutscher Polizist                                                               | 29    |       |
| 2. Juni  | David Levy                             | israelischer Politiker                                                           | 86    |       |
| 2. Juni  | Agustín Moreno Verduzco                | mexikanischer Fußballspieler                                                     | 85    |       |
| 2. Juni  | Janis Paige                            | US-amerikanische Schauspielerin und Sängerin                                     | 101   |       |
| 2. Juni  | Jürgen Suberg                          | deutscher Bildhauer                                                              | 80    |       |
| 2. Juni  | Dieter C. Umbach                       | deutscher Rechtswissenschaftler                                                  | 85    |       |
| 1. Juni  | Francesco „Volpe“ Bertacchini          | italienischer Partisan und Widerstandskämpfer                                    | 97    |       |
| 1. Juni  | Peter Brockmeier                       | deutscher Romanist und Komparatist                                               | 90    |       |
| 1. Juni  | Antonio Ferraz                         | spanischer Radrennfahrer                                                         | 94    |       |
| 1. Juni  | Klaus Fritzsche                        | deutscher Politikwissenschaftler                                                 | 83    |       |
| 1. Juni  | Uwe Hand                               | deutscher Maler                                                                  | 71    |       |
| 1. Juni  | Ruth Maria Kubitschek                  | deutsch-schweizerische Schauspielerin, Synchronsprecherin und Autorin            | 92    |       |
| 1. Juni  | Philippe Leroy                         | französischer Schauspieler                                                       | 93    |       |
| 1. Juni  | Ed Mann                                | US-amerikanischer Vibraphonist, Perkussionist und Komponist                      | 70    |       |
| 1. Juni  | Corina Mestre                          | kubanische Theater- und Fernsehschauspielerin                                    | 69    |       |
| 1. Juni  | Salvador Miranda                       | kubanisch-amerikanischer Bibliothekar und Kirchenhistoriker                      | 84    |       |
| 1. Juni  | Mary-Lou Pardue                        | US-amerikanische Genetikerin                                                     | 90    |       |
| 1. Juni  | Janusz Rewiński                        | polnischer Schauspieler, Satiriker und Politiker                                 | 74    |       |
| 1. Juni  | Erwin Starnitzky                       | deutscher Diplomat                                                               | 82    |       |
| 1. Juni  | Tin Oo                                 | myanmarischer Politiker, Aktivist und General                                    | 97    |       |
| 1. Juni  | Artur Tschilingarow                    | sowjetischer bzw. russischer Polarforscher und Politiker                         | 84    |       |

### Datum unbekannt
| Zeitangabe                      | Name             | Beruf, bekannt als                                                | Alter | Beleg |
| ------------------------------- | ---------------- | ----------------------------------------------------------------- | ----- | ----- |
| Ende Juni                       | Fritz Koenn      | deutscher Heimatdichter                                           | 97    |       |
| Tod bekannt gegeben am 29. Juni | Dragan Đurović   | montenegrinischer Politiker                                       | 64    |       |
| Tod bekannt gegeben am 28. Juni | Lando Bartolini  | italienischer Opernsänger                                         | 87    |       |
| Tod bekannt gegeben am 24. Juni | Anna Dmitrijewa  | sowjetische bzw. russische Tennisspielerin und Sportkommentatorin | 83    |       |
| tot aufgefunden am 23. Juni     | Bernard Preynat  | französischer Priester und Missbrauchstäter                       | 79    |       |
| 19. Juni oder 20. Juni          | Mazel            | belgischer Comiczeichner                                          | 92    |       |
| Tod bekannt gegeben am 19. Juni | Frank Ciazynski  | deutscher Schauspieler und Synchronsprecher                       | 80    |       |
| Tod bekannt gegeben am 19. Juni | Rolf Kuhn        | deutscher Städtebauer und Gebietsplaner                           | 77    |       |
| Tod bekannt gegeben am 18. Juni | Graham Lyons     | britischer Holzbläser, Komponist und Arrangeur                    | 87    |       |
| Tod bekannt gegeben am 18. Juni | Regina Veloso    | portugiesische Schwimmerin                                        | 85    |       |
| tot aufgefunden am 17. Juni     | Claudio Graziano | italienischer General                                             | 70    |       |
| 16. Juni oder 17. Juni          | Gerald Pichowetz | österreichischer Schauspieler                                     | 59    |       |
| tot aufgefunden am 7. Juni      | Alex Araya       | chilenischer Schauspieler                                         | 42    |       |
| Tod bekannt gegeben am 3. Juni  | Eva-Maria Lahl   | deutsche Schauspielerin und Synchronsprecherin                    | 94    |       |
| Tod bekannt gegeben am 3. Juni  | Ron Morris       | US-amerikanischer Leichtathlet                                    | 89    |       |
| Tod bekannt gegeben im Juni     | Günter Ganßauge  | deutscher NVA-Offizier und Grenzsicherungsleiter                  | ≈95   | [ 2 ] |